# アテルラナ
アテルラナ（アテルラネ、イタリア語：Atellana）は、古代ローマで人気のあった低俗な道化喜劇。名前はこの劇が発明された、カンパニアにあったオスク人の古代都市アテルラ（Atella）に由来する。元々アテルラナはオスク語で書かれていて、紀元前391年にはローマに移入された。ローマ版のアテルラナは、他の登場人物がラテン語を使う一方、道化役のみがオスク語を使っていた。

## 特徴
良家の青年たちによって演じられたストックキャラクターには以下のようなものがあった。
- Macchus（プルチネッラ型の人物）
- Bucco（でぶ）
- Manducus（大食家）
- Sannio（アルレッキーノ型の人物）
- Pappus（老人）

これらは後のコメディア・デラルテやパンチとジュディ（Punch and Judy）のキャラクターのベースとなった。
悲劇に引き続いて、主として即興で演じられた。上流階級から見た下層階級の習慣や道徳観が描かれていた。

## 作者
アテルラナ劇を集めた『Atellanæ Fabulæ（Ludi osci）』があり、独裁者スッラが数作書いたと言われている他、以下のような作者の作品が収められている。
- クィントス・ノウィエス（Quintus Novius） - スッラの退位から50年後に活躍した劇作家。『Macchus Exsul（追放されたMacchus）』、『Gallinaria（鶏小屋）』、『Surdus（耳の聞こえない者）』、『Vindemiatores（収穫者）』 、『Parcus（宝物保管係）』など約50本。
- ボローニャのルーキウス・ポンポニウス（Lucius Pomponius） - 『Macchus Miles（兵士Macchus）』、『Pytho Gorgonius』、『Pseudo-Agamemnon（偽アガメムノーン）』、『Bucco Adoptatus』、『Æditumus』。
- Fabius Dorsennus
- 身元の確認できないMummius - オウィディウスと小プリニウスはガイウス・メミウス（Gaius Memmius (poet)）の作品の中に下品な作品を見付けた。

## 図書案内
- Fragments of the Atellan Fables can be found in the Poetarum latinorum scen. fragmenta, Leipzig, 1834
- Maurice Meyer, Sur les Atellanes; Manheim, 1826, in-8°;
- C. E. Schober, Über die Atellanen, Leipzig, 1825, in-8°;
- M. Meyer, Etudes sur le théâtre latin, Paris, 1847, in-8°.

以下の本にはポンポニウスとノウィエスの作品が収められている。
- Otto Ribbeck, Comicorum Romanorum praeter Plautum et Terentium Fragmenta
- Munk, De Fabulis Atellanis (1840).